# برخورد کشسان

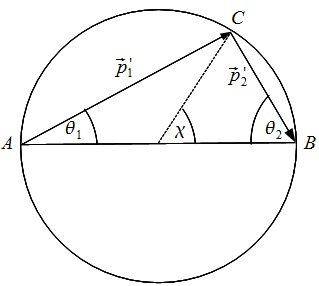
طرح‌وارهٔ برخورد کاملاً کشسان برای توده‌های ذرات یکسان

برخورد کشسان (به انگلیسی: Elastic collision) به برخورد دو جسم گفته می‌شود در صورتی که مجموع انرژی جنبشی دو جسم قبل و بعد از برخورد مساوی باشد. برخورد کشسان در صورتی اتفاق می‌افتد که هیچ نوع تبدیل انرژی جنبشی به انواع دیگر انرژی رخ ندهد. در حین برخورد اجسام کوچک، ابتدا انرژی جنبشی به انرژی پتانسیل مربوط به نیروی دافعهٔ بین ذرات تبدیل می‌شود، بعد این انرژی پتانسیل دوباره به انرژی جنبشی تبدیل می‌شود.همچنین، برخورد اتم‌ها از نوع کشسان است. 